# Герцогство Кастро
Кастро (Castro) — герцогство со столицей в одноимённом городе, которое папа Павел III Фарнезе создал в 1537 году для своего сына Пьера Луиджи Фарнезе. Владения Фарнезе раскинулись в Тоскане от берега Тирренского моря до островов Больсенского озера, включая в себя графства Латера и Ронсильоне.
В 1545 году Фарнезе прибавили к своим владениям Парму и Пьяченцу. Именно Парма стала в конечном счёте столицей их владений, в то время как значение Кастро неуклонно снижалось. Единственный из герцогов Кастро, который не занимал пармского престола, — Орацио Фарнезе (1531—1553), супруг французской принцессы Дианы де Валуа.

## Войны за Кастро
В XVII веке Фарнезе оказались на грани разорения и залезли в неоплатные долги к ватиканским банкирам. Папа Урбан VIII из рода Барберини, желая обеспечить будущее своих племянников из рода Барберини, потребовал от Одоардо Фарнезе продать им права на герцогство Кастро. Когда пармский правитель ответил отказом, папская армия вторглась в пределы герцогства (1641) и оккупировала его. 

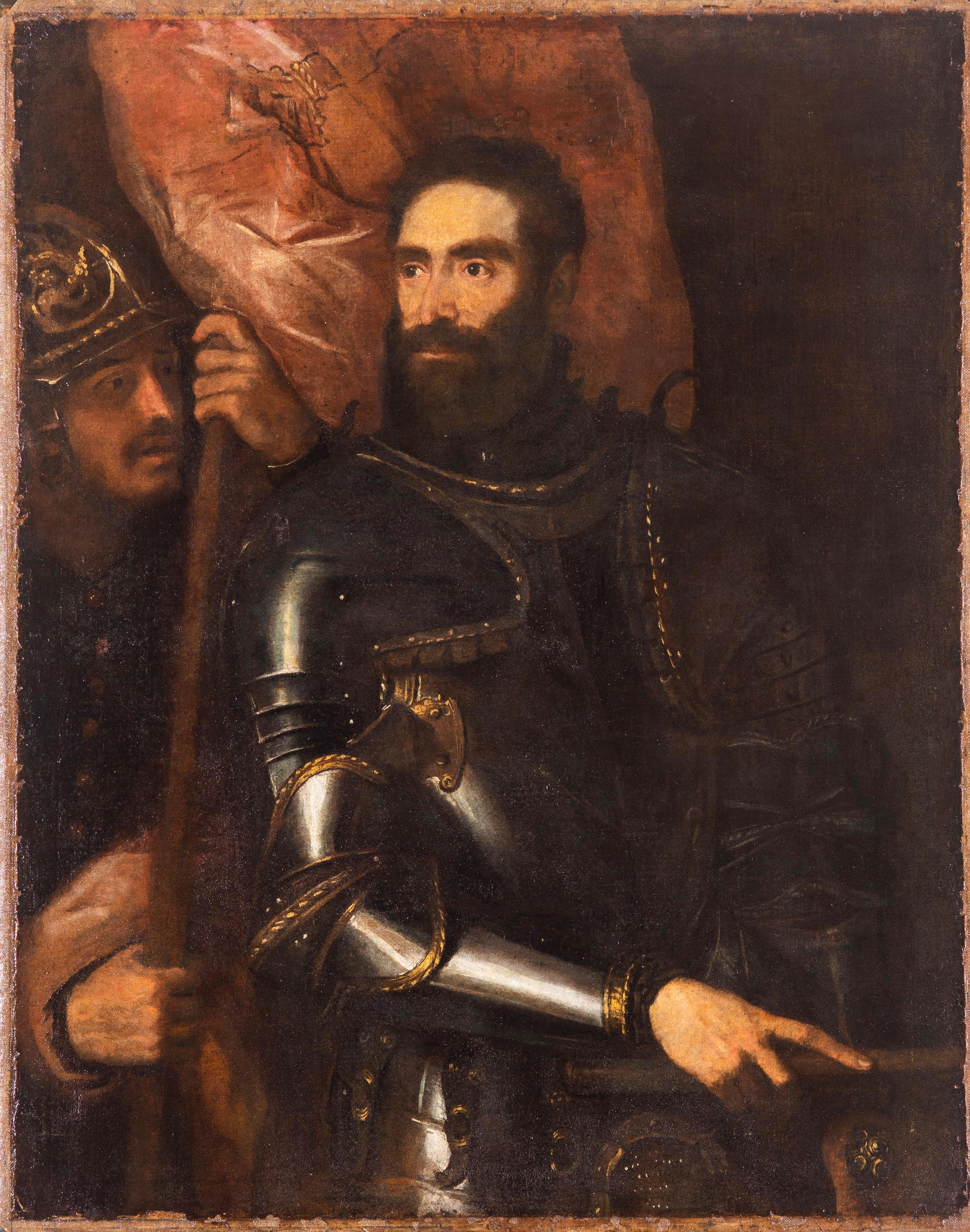
Пьер Луиджи Фарнезе, 1-й герцог Кастро, на портрете кисти Тициана

После нескольких неудачных попыток отвоевать земли в Тоскане герцог Одоардо обратился за помощью к венецианцам, флорентийским Медичи и моденским Эсте, которые были обеспокоены завоевательными устремлениями Барберини. Объединённая армия нанесла Барберини поражение при Лагоскуро, следствием которого стал Феррарский мир 1644 года, восстановивший довоенное положение дел.
Вторая война за Кастро началась в 1648 году, когда новый папа Иннокентий X без предупреждения направил в Кастро епископа, а тот запретил Фарнезе въезжать в пределы герцогства без разрешения Ватикана. Епископ попытался взять управление герцогством в свои руки, однако попал в западню и был убит. Папа возложил ответственность за преступление на Фарнезе и направил свои войска на завоевание Кастро.
Город был взят папской армией 2 сентября 1649 года и полностью разрушен. Художественные ценности были вывезены в Ватикан. Столица Кастрской области была перенесена в Аквапенденте. Под нажимом французской короны Ватикан дал пармским герцогам отсрочку на оплату долгов и выкуп Кастро, сначала до 1660, потом до 1664 года. Неспособность Фарнезе погасить задолженность позволила понтифику окончательно присоединить Кастро к Папской области.